# Jeanne Kerwich
Julia Louisa Kerwich dite Jeanne Kerwich, née à Lorient le 12 octobre 1865 et morte à Vence le 25 avril 1957, est une actrice de théâtre et de cinéma française.

## Biographie
Fille d'artistes de cirque, Jeanne Kerwich débute dans une tournée Simon en 1890, puis part avec Coquelin aîné en Amérique où elle joue les ingénuités. Elle entre au Vaudeville, y joue Geneviève de La Jalousie paternelle d'Eugène Scribe, repart avec Coquelin en Russie et à son retour est engagée au Palais-Royal et se fait remarquer dans Nounou, Prête-moi ta femme et Le Réveillon. Elle quitte le Palais-Royal pour entrer à la Porte-Saint-Martin, où elle débute dans Guillemette, de Fanfan la Tulipe, reprend Espérance dans Thermidor de Victorien Sardou, crée Blanche dans Jacques Callot, reprend Lazarille, un rôle travesti, dans Don César de Bazan, Rigolette dans Les Mystères de Paris, le rôle de la distributrice, lors de la première de Cyrano de Bergerac en 1897.
Épouse de l'acteur Maxime Desjardins, elle quitte la scène en même temps que son mari en 1931 et se retire avec lui à Vence où elle mourra 26 ans plus tard à l'âge de 91 ans.

## Théâtre
- 1889 : Les Surprises du divorce, comédie en 3 actes d'Alexandre Bisson et Antony Mars, au Casino de Dieppe (août)[6]
- 1890 : Geneviève ou la Jalousie paternelle, comédie-vaudeville en 1 acte d'Eugène Scribe, au théâtre du Vaudeville (11 décembre) : Geneviève
- 1893 : Nounou, comédie en 4 actes d'Émile de Najac et Alfred Hennequin, au théâtre du Palais-Royal (1er septembre) : Mme Beauménil
- 1894 : Prête-moi ta femme, comédie en 2 actes de Maurice Desvallières, au théâtre du Palais-Royal (mai) : Angèle
- 1894 : Les Joies du foyer de Maurice Hennequin, première le 1er septembre 1894, théâtre du Palais-Royal : Annette La Thibaudière
- 1894 : Les Ricochets de l'amour, comédie en 3 actes d'Albin Valabrègue et Maurice Hennequin, au théâtre du Palais-Royal (décembre) : Angèle
- 1895 : Le Réveillon, comédie en 3 actes de Henri Meilhac et Ludovic Halévy, au théâtre du Palais-Royal (février) : le prince russe
- 1895 : Fanfan la Tulipe de Paul Meurice, Théâtre de la Porte-Saint-Martin : Guillemette
- 1895 : Thermidor de Victorien Sardou[N 1], Théâtre de la Porte-Saint-Martin : Espérance
- 1896 : Jacques Callot, drame en 5 actes d'Henri Cain, Eugène Adenis et Édouard Adenis (14 septembre), Théâtre de la Porte-Saint-Martin (septembre) : la cousine Blanche
- 1896 : Les Bienfaiteurs, comédie en 4 actes d'Eugène Brieux, mise en scène de Louis Péricaud (22 octobre) Théâtre de la Porte-Saint-Martin (octobre) : Pauline Landrecy
- 1896 : Don César de Bazan[7], Théâtre de la Porte-Saint-Martin (4 novembre) : Lazarille
- 1897 : Les Mystères de Paris, drame en 5 actes d'Eugène Sue et Prosper Dinaux, au théâtre de la Porte Saint-Martin (juin) : Rigolette
- 1897 : La Mort de Hoche, drame en 5 actes 9 tableaux de Paul Déroulède, au théâtre de la Porte Saint-Martin (5 octobre)
- 1897 : Cyrano de Bergerac, pièce en 5 actes en vers d'Edmond Rostand, première le 28 décembre 1897, Théâtre de la Porte-Saint-Martin : la distributrice
- 1899 : Plus que reine, drame historique en 5 actes et 7 tableaux d'Émile Bergerat au théâtre de la Porte-Saint-Martin (28 mars) : Pauline Borghèse
- 1899 : La Dame de Monsoreau, drame en 5 actes et 11 tableaux d'Alexandre Dumas et Auguste Maquet, au théâtre de la Porte-Saint-Martin (octobre) : Mme de Saint-Luc
- 1899 : Les Misérables de Paul Meurice et Charles Hugo d'après Victor Hugo (27 décembre) Théâtre de la Porte-Saint-Martin : Mlle Baptistine
- 1900 : Cyrano de Bergerac, pièce en 5 actes en vers d'Edmond Rostand, Théâtre de la Porte-Saint-Martin : la distributrice
- 1902 : Théodora, drame en 5 actes et 7 tableaux de Victorien Sardou, au théâtre Sarah Bernhardt (7 janvier) : Callirhoë
- 1902 : Théroigne de Méricourt, pièce en 6 actes de Paul Hervieu, au théâtre Sarah Bernhardt (23 décembre) : une dame de la Cour
- 1903 : Jeanne Vedekind, pièce en 3 actes de Félix Philippi, adaptation française de Luigi Krauss, au théâtre Sarah Bernhardt (5 novembre) : Hélène
- 1904 : La Samaritaine, pièce en 3 tableaux et en vers d'Edmond Rostand, musique de Gabriel Pierné, au théâtre Sarah Bernhardt (25 février) : une femme
- 1904 : Varennes, pièce en 6 tableaux d'Henri Lavedan et G. Lenôtre, au théâtre Sarah Bernhardt (22 avril) : Mme de Tourzel
- 1905 : Angelo, tyran de Padoue, drame en 5 actes de Victor Hugo, au théâtre Sarah Bernhardt (7 février 1905) : Dafné
- 1905 : Esther, tragédie en 3 actes de Jean Racine, au théâtre Sarah Bernhardt (8 avril) : Zarès
- 1905 : Les Oberlé, pièce en 5 actes d'Edmond Haraucourt d’après le roman de René Bazin, création le 17 novembre 1905, Théâtre de la Gaîté : Mme Knapple
- 1906 : L'Attentat, pièce en 5 actes d'Alfred Capus et Lucien Descaves, au théâtre de la Gaîté (9 mars) : la tante Césarine
- 1907 : La Faute de l'abbé Mouret, pièce en 4 actes et 12 tableaux d'Alfred Bruneau d'après le roman d'Émile Zola, au théâtre de l'Odéon (28 février) : la Rousse
- 1907 : Les Plumes du paon, d'Alexandre Bisson et Julien Berr de Turique, au théâtre de l'Odéon (8 octobre) : Félicie
- 1907 : Tartuffe, comédie en 5 actes et en vers de Molière, mise en scène d'André Antoine, à l'Odéon (novembre)[8].
- 1908 : Son père, comédie en 4 actes d'Albert Guinon et Alfred Bouchinet, au Théâtre de l'Odéon (31 octobre) : Paulette Simaize
- 1908 : Ramuntcho, pièce en 5 actes de Pierre Loti, au Théâtre de l'Odéon, première le 28 février 1908 : la bonne mère d'Echetzar
- 1908 : Le Cœur et la Dot, comédie en 4 actes de Félicien Mallefille, au théâtre de l'Odéon (septembre) : Mme Desperriers
- 1909 : George Dandin, comédie-ballet en 3 actes de Molière, au théâtre de l'Odéon (septembre) : Mme de Sottenville
- 1909 : Poil de carotte, comédie en 1 acte de Jules Renard, première le 21 octobre 1909, Théâtre de l'Odéon : Mme Lepic
- 1909 : Comme les feuilles, comédie en 3 actes de Giuseppe Giacosa, adaptation française de Julia Darsenne, au théâtre de l'Odéon (1er décembre) : Lucie. Reprise en avril 1914 au même théâtre.
- 1909 : Les Plaideurs, comédie en 3 actes et en vers de Jean Racine, au théâtre de l'Odéon (22 décembre) : la comtesse
- 1910 : Florise, comédie en 4 actes de Théodore de Banville au théâtre de l'Odéon (mai) : Amarante
- 1910 : Roméo et Juliette, tragédie de Shakespeare, musique d'Hector Berlioz, au théâtre de l'Odéon (décembre) : Dame Capulet
- 1911 : Le Pacha, comédie en 2 actes de René Benjamin, au théâtre de l'Odéon (11 février) : Mme Hamelin
- 1911 : L'Armée dans la ville, drame en 5 actes en vers de Jules Romains, mise en scène d'André Antoine, au théâtre de l'Odéon (4 mars) : la 6e femme
- 1911 : Carmen, opéra-comique en 4 actes de Georges Bizet, livret d'Henri Meilhac et Ludovic Halévy, au théâtre de l'Odéon (30 septembre) : Renaude
- 1912 : L'Honneur japonais, pièce en 5 actes de Paul Anthelme, au théâtre de l'Odéon (17 avril) : la nourrice
- 1912 : Le Malade imaginaire, comédie en 3 actes de Molière, au théâtre de l'Odéon (septembre) : Béline
- 1912 : Faust, tragédie de Goethe, adaptation française d'Émile Vedel, musique de Florent Schmitt, au théâtre de l'Odéon (21 décembre) : la samaritaine
- 1913 : La Rue du Sentier, comédie en 4 actes de Pierre Decourcelle et André Maurel, au théâtre de l'Odéon (16 avril) : Mme Herbelin[9].
- 1913 : Rachel, pièce en 5 actes de Gustave Grillet, au théâtre de l'Odéon (23 novembre) : Mme Récamier
- 1917 : La Souris, comédie en 3 actes d'Édouard Pailleron, au Théâtre de l'Odéon (18 novembre)
- 1920 : Roger Bontemps, comédie en 3 actes et en vers d'André Rivoire, au théâtre de l'Odéon (mars) : Félicie
- 1920 : Les Ailes brisées, pièce en 3 actes de Pierre Wolff, au théâtre du Vaudeville (8 octobre) : Mme Grasset
- 1921 : Les Misérables, drame en 5 actes et 12 tableaux de Charles Hugo et Paul Meurice d'après le roman de Victor Hugo, au théâtre de l'Odéon (18 mars 1821) : la Thénardier
- 1922 : Molière, pièce d'Henry Dupuy-Mazuel et Jean-José Frappa, mise en scène de Firmin Gémier, au théâtre de l'Odéon (17 mars)
- 1922 : Terre inhumaine, drame en 3 actes de François de Curel, au Théâtre des Arts (13 novembre) : Pauline Parisot
- 1923 : L'Enfant, comédie en 3 actes d'Eugène Brieux, au théâtre du Vaudeville (20 septembre) : Mme Nizier

## Filmographie
- 1914 : L'Aiglon, d'Émile Chautard : Marie-Louise
- 1922 : Les Roquevillard, de Julien Duvivier
- 1924 : La Double existence de Lord Samsey, de Maurice Kéroul et Georges Monca
- 1926 : Simone, d'Émile-Bernard Donatien : Hermance
- 1927 : Florine, la fleur du Valois, d'Émile-Bernard Donatien : Mme Deschamps
- 1927 : André Cornélis, de Jean Kemm : la tante Louise
- 1928 : La Grande Épreuve, d'André Dugès et Alexandre Ryder : la baronne de Montmaure
- 1930 : Atlantis, d'Ewald André Dupont et Jean Kemm